# Постозух
Постозух (лат. Postosuchus) — род крупных архозавров из семейства рауизухид (Rauisuchidae), живших в позднем триасе на территории современных США.

## Описание
Являлся одной из самых крупных плотоядных рептилий своего времени, достигая в длину до 4—5 метров, при высоте до 2 метров и, вероятно, весил 300—400 кг.
Шея была удлинена, расширялась к короткому телу, которое оканчивалось длинным хвостом. Одной из отличительных черт животного были его длинные конечности, нехарактерные для рептилий того времени. Череп постозуха был коротким и широким, с узким рылом и сильными челюстями. Спину животных покрывали ряды тяжёлых пластин.

## Классификация
По данным сайта Paleobiology Database, на июль 2020 года в род включают 2 вымерших вида:
- Postosuchus alisonae Peyer et al., 2008
- Postosuchus kirkpatricki Chatterjee, 1985typus

Голотип и паратип вида Postosuchus kirkpatricki были найдены в Нью-Мексико, а также на территории национального парка Окаменевший Лес в Аризоне. Голотип вида P. alisonae найден в Северной Каролине.

## В искусстве
Постозух фигурирует в первой серии научно-популярного сериала «Прогулки с динозаврами».